# 2003–2004-es UEFA-bajnokok ligája (csoportkör)
A 2003–2004-es UEFA-bajnokok ligája csoportkörének mérkőzéseit 2003. szeptember 16. és december 10. között játszották le.
A csoportkörben 32 csapat vett részt, a sorsoláskor nyolc darab négycsapatos csoportot képeztek. A csoportokban a csapatok körmérkőzéses, oda-visszavágós rendszerben mérkőztek meg egymással. A csoportok első  két helyezettje az egyenes kieséses szakaszba jutott. A harmadik helyezettek az UEFA-kupa harmadik fordulójába kerültek. A negyedik helyezettek kiestek.

## Sorsolás
A sorsolás előtt a csapatokat négy kalapba sorolták az UEFA-együtthatójuk sorrendjében. A címvédő AC Milan automatikusan az 1. kalapba került, az első sorszámú kiemeltként. Minden kalapból minden csoportba egy-egy csapatot sorsoltak. Egy csoportba nem kerülhetett két azonos nemzetiségű csapat.
| Csapat              | Együttható | Kalap |
| ------------------- | ---------- | ----- |
| AC Milan (címvédő)  | 97,155     | 1     |
| Real Madrd          | 151,769    | 1     |
| Manchester United   | 136,170    | 1     |
| Bayern München      | 124,566    | 1     |
| Lazio               | 106,155    | 1     |
| Arsenal             | 105,170    | 1     |
| Juventus            | 100,155    | 1     |
| Deportivo La Coruña | 98,769     | 1     |
| Internazionale      | 93,155     | 2     |
| FC Porto            | 86,791     | 2     |
| Celta Vigo          | 86,769     | 2     |
| Galatasaray SK      | 78,495     | 2     |
| Olympique Lyonnais  | 76,734     | 2     |
| Panathinaikósz      | 72,391     | 2     |
| Chelsea             | 70,170     | 2     |
| PSV Eindhoven       | 60,749     | 2     |

| Csapat                 | Együttható | Kalap |
| ---------------------- | ---------- | ----- |
| Celtic                 | 57,187     | 3     |
| AÉK                    | 56,391     | 3     |
| Dinamo Kijiv           | 55,291     | 3     |
| Ajax                   | 54,749     | 3     |
| Olimbiakósz            | 54,391     | 3     |
| Rangers                | 50,187     | 3     |
| Sparta Praha           | 49,975     | 3     |
| Olympique de Marseille | 49,734     | 3     |
| Stuttgart              | 49,566     | 3     |
| Lokomotyiv Moszkva     | 49,520     | 3     |
| Anderlecht             | 49,250     | 3     |
| Real Sociedad          | 47,769     | 3     |
| AS Monaco              | 45,734     | 3     |
| Club Brugge            | 44,250     | 3     |
| Beşiktaş JK            | 33,495     | 3     |
| Partizan               | 20,915     | 3     |

## Csoportok

### Sorrend meghatározása
Ha két vagy több csapat a csoportmérkőzések után azonos pontszámmal állt, az alábbiak alapján kellett meghatározni a sorrendet:
1. az azonosan álló csapatok mérkőzésein szerzett több pont
2. az azonosan álló csapatok mérkőzésein elért jobb gólkülönbség
3. az azonosan álló csapatok mérkőzésein idegenben szerzett több gól
4. az összes mérkőzésen elért jobb gólkülönbség
5. az összes mérkőzésen szerzett több gól
6. az azonosan álló csapatok és nemzeti szövetségük jobb UEFA-együtthatója az előző öt évben

Az időpontok közép-európai idő/közép-európai nyári idő szerint értendők.

### A csoport
| Hely. | Csapat             | M | Gy | D | V | G+ | G– | Gk | P  | Továbbjutás                                |  | LYO | BAY | CEL | AND |
| ----- | ------------------ | - | -- | - | - | -- | -- | -- | -- | ------------------------------------------ |  | --- | --- | --- | --- |
| 1.    | Olympique Lyonnais | 6 | 3  | 1 | 2 | 7  | 7  | 0  | 10 | Továbbjutott az egyenes kieséses szakaszba |  | —   | 1–1 | 3–2 | 1–0 |
| 2.    | Bayern München     | 6 | 2  | 3 | 1 | 6  | 5  | +1 | 9  | Továbbjutott az egyenes kieséses szakaszba |  | 1–2 | —   | 2–1 | 1–0 |
| 3.    | Celtic             | 6 | 2  | 1 | 3 | 8  | 7  | +1 | 7  | Átkerült az UEFA-kupába                    |  | 2–0 | 0–0 | —   | 3–1 |
| 4.    | Anderlecht         | 6 | 2  | 1 | 3 | 4  | 6  | −2 | 7  |                                            |  | 1–0 | 1–1 | 1–0 | —   |

| 2003. szeptember 17. 20:45 |

| Olympique Lyonnais     | 1–0               | Anderlecht |
| ---------------------- | ----------------- | ---------- |
| Juninho 25' (11-esből) | (1–0) Jegyzőkönyv |            |

| Stade de Gerland, Lyon Játékvezető: Paulo Costa (portugál) |

| 2003. szeptember 17. 20:45 |

| Bayern München | 2–1               | Celtic       |
| -------------- | ----------------- | ------------ |
| Makaay 73' 86' | (0–0) Jegyzőkönyv | Thompson 56' |

| Olimpiai Stadion, München Játékvezető: Massimo De Santis (olasz) |

| 2003. szeptember 30. 20:45 |

| Celtic                | 2–0               | Olympique Lyonnais |
| --------------------- | ----------------- | ------------------ |
| Miller 70' Sutton 78' | (0–0) Jegyzőkönyv |                    |

| Celtic Park, Glasgow Játékvezető: Eduardo Iturralde González (spanyol) |

| 2003. szeptember 30. 20:45 |

| Anderlecht | 1–1               | Bayern München |
| ---------- | ----------------- | -------------- |
| Mornar 52' | (0–0) Jegyzőkönyv | Santa Cruz 73' |

| Constant Vanden Stock Stadium, Brüsszel Játékvezető: Luis Medina Cantalejo (spanyol) |

| 2003. október 21. 20:45 |

| Anderlecht  | 1–0               | Celtic |
| ----------- | ----------------- | ------ |
| Dindane 72' | (0–0) Jegyzőkönyv |        |

| Constant Vanden Stock Stadium, Brüsszel Játékvezető: Fritz Stuchlik (osztrák) |

| 2003. október 21. 20:45 |

| Olympique Lyonnais | 1–1               | Bayern München |
| ------------------ | ----------------- | -------------- |
| Luyindula 88'      | (0–1) Jegyzőkönyv | Makaay 25'     |

| Stade de Gerland, Lyon Játékvezető: Ľuboš Micheľ (szlovák) |

| 2003. november 5. 20:45 |

| Celtic                            | 3–1               | Anderlecht  |
| --------------------------------- | ----------------- | ----------- |
| Larsson 12' Miller 17' Sutton 29' | (3–0) Jegyzőkönyv | Dindane 77' |

| Celtic Park, Glasgow Játékvezető: Kyros Vassaras (görög) |

| 2003. november 5. 20:45 |

| Bayern München | 1–2               | Olympique Lyonnais   |
| -------------- | ----------------- | -------------------- |
| Makaay 14'     | (1–1) Jegyzőkönyv | Juninho 6' Élber 53' |

| Olimpiai Stadion, München Játékvezető: Graham Barber (angol) |

| 2003. november 25. 20:45 |

| Anderlecht  | 1–0               | Olympique Lyonnais |
| ----------- | ----------------- | ------------------ |
| Tihinen 69' | (0–0) Jegyzőkönyv |                    |

| Constant Vanden Stock Stadium, Brüsszel Játékvezető: Domenico Messina (olasz) |

| 2003. november 25. 20:45 |

| Celtic | 0–0         | Bayern München |
| ------ | ----------- | -------------- |
|        | Jegyzőkönyv |                |

| Celtic Park, Glasgow Játékvezető: René Temmink (holland) |

| 2003. december 10. 20:45 |

| Olympique Lyonnais                  | 3–2               | Celtic                 |
| ----------------------------------- | ----------------- | ---------------------- |
| Élber 6' Juninho 52' 86' (11-esből) | (1–1) Jegyzőkönyv | Hartson 24' Sutton 75' |

| Stade de Gerland, Lyon Játékvezető: Urs Meier (svájci) |

| 2003. december 10. 20:45 |

| Bayern München        | 1–0               | Anderlecht |
| --------------------- | ----------------- | ---------- |
| Makaay 42' (11-esből) | (1–0) Jegyzőkönyv |            |

| Olimpiai Stadion, München Játékvezető: Kim Milton Nielsen (dán) |

### B csoport
| Hely. | Csapat             | M | Gy | D | V | G+ | G– | Gk | P  | Továbbjutás                                |  | ARS | LMO | INT | DKV |
| ----- | ------------------ | - | -- | - | - | -- | -- | -- | -- | ------------------------------------------ |  | --- | --- | --- | --- |
| 1.    | Arsenal            | 6 | 3  | 1 | 2 | 9  | 6  | +3 | 10 | Továbbjutott az egyenes kieséses szakaszba |  | —   | 2–0 | 0–3 | 1–0 |
| 2.    | Lokomotyiv Moszkva | 6 | 2  | 2 | 2 | 7  | 7  | 0  | 8  | Továbbjutott az egyenes kieséses szakaszba |  | 0–0 | —   | 3–0 | 3–2 |
| 3.    | Internazionale     | 6 | 2  | 2 | 2 | 8  | 11 | −3 | 8  | Átkerült az UEFA-kupába                    |  | 1–5 | 1–1 | —   | 2–1 |
| 4.    | Dinamo Kijiv       | 6 | 2  | 1 | 3 | 8  | 8  | 0  | 7  |                                            |  | 2–1 | 2–0 | 1–1 | —   |

| 2003. szeptember 16. 20:45 |

| Dinamo Kijiv   | 2–0               | Lokomotyiv Moszkva |
| -------------- | ----------------- | ------------------ |
| Rincón 83' 90' | (0–0) Jegyzőkönyv |                    |

| Olimpiyskiy NSC, Kijev Nézőszám: 79 500 Játékvezető: Peter Fröjdfeldt (svéd) |

| 2003. szeptember 16. 20:45 |

| Arsenal | 0–3               | Internazionale                         |
| ------- | ----------------- | -------------------------------------- |
|         | (0–3) Jegyzőkönyv | Cruz 22' van der Meyde 24' Martins 41' |

| Highbury, London Nézőszám: 34 393 Játékvezető: Manuel Mejuto González (spanyol) |

| 2003. október 1. 18:30 |

| Lokomotyiv Moszkva | 0–0         | Arsenal |
| ------------------ | ----------- | ------- |
|                    | Jegyzőkönyv |         |

| Lokomotiv Stadion, Moszkva Nézőszám: 24 000 Játékvezető: Jan Wegereef (holland) |

| 2003. október 1. 20:45 |

| Internazionale      | 2–1               | Dinamo Kijiv |
| ------------------- | ----------------- | ------------ |
| Adani 23' Vieri 90' | (1–1) Jegyzőkönyv | Fedorov 34'  |

| San Siro, Milánó Nézőszám: 70 882 Játékvezető: Stéphane Bré (francia) |

| 2003. október 21. 18:30 |

| Lokomotyiv Moszkva                  | 3–0               | Internazionale |
| ----------------------------------- | ----------------- | -------------- |
| Loskov 2' Ashvetia 50' Khokhlov 57' | (1–0) Jegyzőkönyv |                |

| Lokomotiv Stadion, Moszkva Nézőszám: 25 000 Játékvezető: Franz-Xaver Wack (német) |

| 2003. október 21. 20:45 |

| Dinamo Kijiv                | 2–1               | Arsenal   |
| --------------------------- | ----------------- | --------- |
| Shatskikh 27' Belkevich 64' | (1–0) Jegyzőkönyv | Henry 80' |

| Olimpiyskiy NSC, Kijev Nézőszám: 80 000 Játékvezető: Konrad Plautz (osztrák) |

| 2003. november 5. 20:45 |

| Internazionale | 1–1               | Lokomotyiv Moszkva |
| -------------- | ----------------- | ------------------ |
| Recoba 14'     | (1–0) Jegyzőkönyv | Loskov 54'         |

| San Siro, Milánó Nézőszám: 25 000 Játékvezető: Frank De Bleeckere (belga) |

| 2003. november 5. 20:45 |

| Arsenal  | 1–0               | Dinamo Kijiv |
| -------- | ----------------- | ------------ |
| Cole 88' | (0–0) Jegyzőkönyv |              |

| Highbury, London Nézőszám: 34 419 Játékvezető: Lucílio Batista (portugál) |

| 2003. november 25. 18:30 |

| Lokomotyiv Moszkva                                 | 3–2               | Dinamo Kijiv                |
| -------------------------------------------------- | ----------------- | --------------------------- |
| Buznikin 28' Ignashevitch 45' (11-esből) Parks 89' | (2–1) Jegyzőkönyv | Belkevich 37' Shatskikh 65' |

| Lokomotiv Stadion, Moszkva Nézőszám: 24 000 Játékvezető: Arturo Daudén Ibáñez (spanyol) |

| 2003. november 25. 20:45 |

| Internazionale | 1–5               | Arsenal                                       |
| -------------- | ----------------- | --------------------------------------------- |
| Vieri 32'      | (1–1) Jegyzőkönyv | Henry 25' 85' Ljungberg 49' Edu 87' Pirès 89' |

| San Siro, Milánó Nézőszám: 85 400 Játékvezető: Wolfgang Stark (német) |

| 2003. december 10. 20:45 |

| Dinamo Kijiv | 1–1               | Internazionale |
| ------------ | ----------------- | -------------- |
| Rincón 85'   | (0–0) Jegyzőkönyv | Adani 68'      |

| Olimpiyskiy NSC, Kijev Nézőszám: 30 000 Játékvezető: Gilles Veissière (francia) |

| 2003. december 10. 20:45 |

| Arsenal                 | 2–0               | Lokomotyiv Moszkva |
| ----------------------- | ----------------- | ------------------ |
| Pirès 12' Ljungberg 67' | (1–0) Jegyzőkönyv |                    |

| Highbury, London Nézőszám: 35 343 Játékvezető: Ľuboš Micheľ (szlovák) |

### C csoport
| Hely. | Csapat              | M | Gy | D | V | G+ | G– | Gk  | P  | Továbbjutás                                |  | MON | DEP | PSV | AÉK |
| ----- | ------------------- | - | -- | - | - | -- | -- | --- | -- | ------------------------------------------ |  | --- | --- | --- | --- |
| 1.    | AS Monaco           | 6 | 3  | 2 | 1 | 15 | 6  | +9  | 11 | Továbbjutott az egyenes kieséses szakaszba |  | —   | 8–3 | 1–1 | 4–0 |
| 2.    | Deportivo La Coruña | 6 | 3  | 1 | 2 | 12 | 12 | 0   | 10 | Továbbjutott az egyenes kieséses szakaszba |  | 1–0 | —   | 2–0 | 3–0 |
| 3.    | PSV Eindhoven       | 6 | 3  | 1 | 2 | 8  | 7  | +1  | 10 | Átkerült az UEFA-kupába                    |  | 1–2 | 3–2 | —   | 2–0 |
| 4.    | AÉK                 | 6 | 0  | 2 | 4 | 1  | 11 | −10 | 2  |                                            |  | 0–0 | 1–1 | 0–1 | —   |

| 2003. szeptember 17. 20:45 |

| AÉK          | 1–1               | Deportivo La Coruña |
| ------------ | ----------------- | ------------------- |
| Tsiartas 86' | (0–1) Jegyzőkönyv | Pandiani 12'        |

| Apostolos Nikolaidis Stadium, Athén Játékvezető: Mike McCurry (skót) |

| 2003. szeptember 17. 20:45 |

| PSV Eindhoven | 1–2               | AS Monaco               |
| ------------- | ----------------- | ----------------------- |
| Bouma 65'     | (0–1) Jegyzőkönyv | Morientes 31' Cissé 56' |

| Philips Stadion, Eindhoven Játékvezető: Steve Bennett (angol) |

| 2003. szeptember 30. 20:45 |

| AS Monaco                            | 4–0               | AÉK |
| ------------------------------------ | ----------------- | --- |
| Giuly 23' Morientes 25' 56' Pršo 86' | (2–0) Jegyzőkönyv |     |

| Stade Louis II, Monaco Játékvezető: Stefano Farina (olasz) |

| 2003. szeptember 30. 20:45 |

| Deportivo La Coruña                | 2–0               | PSV Eindhoven |
| ---------------------------------- | ----------------- | ------------- |
| Sergio 20' Pandiani 51' (11-esből) | (1–0) Jegyzőkönyv |               |

| Estadio Riazor, A Coruña Játékvezető: Claus Bo Larsen (dán) |

| 2003. október 21. 20:45 |

| Deportivo La Coruña | 1–0               | AS Monaco |
| ------------------- | ----------------- | --------- |
| Tristán 83'         | (0–0) Jegyzőkönyv |           |

| Estadio Riazor, A Coruña Játékvezető: Frank De Bleeckere (belga) |

| 2003. október 21. 20:45 |

| AÉK | 0–1               | PSV Eindhoven |
| --- | ----------------- | ------------- |
|     | (0–1) Jegyzőkönyv | Lucius 37'    |

| Apostolos Nikolaidis Stadium, Athén Játékvezető: Leslie Irvine (északír) |

| 2003. november 5. 20:45 |

| AS Monaco                                                       | 8–3               | Deportivo La Coruña         |
| --------------------------------------------------------------- | ----------------- | --------------------------- |
| Rothen 2' Giuly 11' Pršo 26' 30' 45+2' 49' Plašil 47' Cissé 67' | (5–2) Jegyzőkönyv | Tristán 39' 52' Scaloni 45' |

| Stade Louis II, Monaco Játékvezető: Terje Hauge (norvég) |

| 2003. november 5. 20:45 |

| PSV Eindhoven        | 2–0               | AÉK |
| -------------------- | ----------------- | --- |
| Bouma 51' Robben 63' | (0–0) Jegyzőkönyv |     |

| Philips Stadion, Eindhoven Játékvezető: Konrad Plautz (osztrák) |

| 2003. november 25. 20:45 |

| Deportivo La Coruña              | 3–0               | AÉK |
| -------------------------------- | ----------------- | --- |
| Héctor 22' Valerón 51' Luque 71' | (1–0) Jegyzőkönyv |     |

| Estadio Riazor, A Coruña Játékvezető: Mike Riley (angol) |

| 2003. november 25. 20:45 |

| AS Monaco     | 1–1               | PSV Eindhoven              |
| ------------- | ----------------- | -------------------------- |
| Morientes 34' | (1–0) Jegyzőkönyv | Vennegoor of Hesselink 84' |

| Stade Louis II, Monaco Játékvezető: Željko Širić (horvát) |

| 2003. december 10. 20:45 |

| AÉK | 0–0         | AS Monaco |
| --- | ----------- | --------- |
|     | Jegyzőkönyv |           |

| Apostolos Nikolaidis Stadium, Athén Játékvezető: Wolfgang Stark (német) |

| 2003. december 10. 20:45 |

| PSV Eindhoven                | 3–2               | Deportivo La Coruña    |
| ---------------------------- | ----------------- | ---------------------- |
| De Jong 14' 90+4' Robben 48' | (1–0) Jegyzőkönyv | Luque 59' Pandiani 83' |

| Philips Stadion, Eindhoven Játékvezető: Pierluigi Collina (olasz) |

### D csoport
| Hely. | Csapat        | M | Gy | D | V | G+ | G– | Gk | P  | Továbbjutás                                |  | JUV | RSO | GAL | OLY |
| ----- | ------------- | - | -- | - | - | -- | -- | -- | -- | ------------------------------------------ |  | --- | --- | --- | --- |
| 1.    | Juventus      | 6 | 4  | 1 | 1 | 15 | 6  | +9 | 13 | Továbbjutott az egyenes kieséses szakaszba |  | —   | 4–2 | 2–1 | 7–0 |
| 2.    | Real Sociedad | 6 | 2  | 3 | 1 | 8  | 8  | 0  | 9  | Továbbjutott az egyenes kieséses szakaszba |  | 0–0 | —   | 1–1 | 1–0 |
| 3.    | Galatasaray   | 6 | 2  | 1 | 3 | 6  | 8  | −2 | 7  | Átkerült az UEFA-kupába                    |  | 2–0 | 1–2 | —   | 1–0 |
| 4.    | Olimbiakósz   | 6 | 1  | 1 | 4 | 6  | 13 | −7 | 4  |                                            |  | 1–2 | 2–2 | 3–0 | —   |

| 2003. szeptember 17. 20:45 |

| Juventus         | 2–1               | Galatasaray |
| ---------------- | ----------------- | ----------- |
| Del Piero 5' 73' | (1–1) Jegyzőkönyv | Şükür 19'   |

| Stadio delle Alpi, Torino Játékvezető: Valentin Ivanov (orosz) |

| 2003. szeptember 17. 20:45 |

| Real Sociedad            | 1–0               | Olimbiakósz |
| ------------------------ | ----------------- | ----------- |
| Kovačević 80' (11-esből) | (0–0) Jegyzőkönyv |             |

| Anoeta Stadium, San Sebastián Játékvezető: Knud Erik Fisker (dán) |

| 2003. szeptember 30. 20:45 |

| Olimbiakósz   | 1–2               | Juventus       |
| ------------- | ----------------- | -------------- |
| Stoltidis 11' | (1–1) Jegyzőkönyv | Nedvěd 21' 79' |

| Georgios Kamaras Stadium, Athén Játékvezető: Éric Poulat (francia) |

| 2003. szeptember 30. 20:45 |

| Galatasaray | 1–2               | Real Sociedad           |
| ----------- | ----------------- | ----------------------- |
| Şükür 61'   | (0–1) Jegyzőkönyv | Kovačević 3' Alonso 72' |

| Atatürk Olimpiai Stadion, Isztambul Nézőszám: 58 617 Játékvezető: Herbert Fandel (német) |

| 2003. október 21. 20:45 |

| Galatasaray | 1–0               | Olimbiakósz |
| ----------- | ----------------- | ----------- |
| Cihan 9'    | (1–0) Jegyzőkönyv |             |

| Atatürk Olimpiai Stadion, Isztambul Nézőszám: 41 125 Játékvezető: Urs Meier (svájci) |

| 2003. október 21. 20:45 |

| Juventus                          | 4–2               | Real Sociedad                  |
| --------------------------------- | ----------------- | ------------------------------ |
| Trezeguet 3' 63' Di Vaio 7' 45+1' | (3–0) Jegyzőkönyv | Tudor 67' (öngól) De Pedro 80' |

| Stadio delle Alpi, Torino Játékvezető: Graham Poll (angol) |

| 2003. november 5. 20:45 |

| Olimbiakósz                                 | 3–0               | Galatasaray |
| ------------------------------------------- | ----------------- | ----------- |
| Mavrogenidis 6' Castillo 34' Giovanni 90+6' | (2–0) Jegyzőkönyv |             |

| Georgios Kamaras Stadium, Athén Játékvezető: Ľuboš Micheľ (szlovák) |

| 2003. november 5. 20:45 |

| Real Sociedad | 0–0         | Juventus |
| ------------- | ----------- | -------- |
|               | Jegyzőkönyv |          |

| Anoeta Stadium, San Sebastián Játékvezető: Stéphane Bré (francia) |

| 2003. november 25. 20:45 |

| Olimbiakósz                | 2–2               | Real Sociedad              |
| -------------------------- | ----------------- | -------------------------- |
| Stoltidis 59' Castillo 71' | (0–1) Jegyzőkönyv | Gabilondo 31' Schürrer 74' |

| Georgios Kamaras Stadium, Athén Játékvezető: Alain Hamer (luxemburgi) |

| 2003. december 2. 20:45 |

| Galatasaray     | 2–0               | Juventus |
| --------------- | ----------------- | -------- |
| Şükür 47' 90+4' | (0–0) Jegyzőkönyv |          |

| Westfalenstadion, Dortmund Nézőszám: 44 045 Játékvezető: Kim Milton Nielsen (dán) |

A mérkőzést eredetileg november 25-én játszották volna, de a 2003 novemberi isztambuli merényletsorozat miatt elhalasztották.
| 2003. december 10. 20:45 |

| Juventus                                                                         | 7–0               | Olimbiakósz |
| -------------------------------------------------------------------------------- | ----------------- | ----------- |
| Trezeguet 14' 25' Miccoli 19' Maresca 28' Di Vaio 62' Del Piero 67' Zalayeta 79' | (4–0) Jegyzőkönyv |             |

| Stadio delle Alpi, Torino Játékvezető: Konrad Plautz (osztrák) |

| 2003. december 10. 20:45 |

| Real Sociedad | 1–1               | Galatasaray |
| ------------- | ----------------- | ----------- |
| De Paula 51'  | (0–1) Jegyzőkönyv | Şükür 26'   |

| Anoeta Stadium\n, San Sebastián Játékvezető: Terje Hauge (norvég) |

### E csoport
| Hely. | Csapat            | M | Gy | D | V | G+ | G– | Gk  | P  | Továbbjutás                                |  | MUN | STU | PAN | RAN |
| ----- | ----------------- | - | -- | - | - | -- | -- | --- | -- | ------------------------------------------ |  | --- | --- | --- | --- |
| 1.    | Manchester United | 6 | 5  | 0 | 1 | 13 | 2  | +11 | 15 | Továbbjutott az egyenes kieséses szakaszba |  | —   | 2–0 | 5–0 | 3–0 |
| 2.    | VfB Stuttgart     | 6 | 4  | 0 | 2 | 9  | 6  | +3  | 12 | Továbbjutott az egyenes kieséses szakaszba |  | 2–1 | —   | 2–0 | 1–0 |
| 3.    | Panathinaikósz    | 6 | 1  | 1 | 4 | 5  | 13 | −8  | 4  | Átkerült az UEFA-kupába                    |  | 0–1 | 1–3 | —   | 1–1 |
| 4.    | Rangers           | 6 | 1  | 1 | 4 | 4  | 10 | −6  | 4  |                                            |  | 0–1 | 2–1 | 1–3 | —   |

| 2003. szeptember 16. 20:45 |

| Rangers                       | 2–1               | VfB Stuttgart |
| ----------------------------- | ----------------- | ------------- |
| Nerlinger 74' Løvenkrands 78' | (0–1) Jegyzőkönyv | Kurányi 45'   |

| Ibrox Stadium, Glasgow Játékvezető: Gilles Veissière (francia) |

| 2003. szeptember 16. 20:45 |

| Manchester United                                                 | 5–0               | Panathinaikósz |
| ----------------------------------------------------------------- | ----------------- | -------------- |
| Silvestre 13' Fortune 14' Solskjær 33' Butt 40' Djemba-Djemba 83' | (4–0) Jegyzőkönyv |                |

| Old Trafford, Manchester Játékvezető: Alain Sars (francia) |

| 2003. október 1. 20:45 |

| Panathinaikósz     | 1–1               | Rangers     |
| ------------------ | ----------------- | ----------- |
| Konstantinidis 88' | (0–1) Jegyzőkönyv | Emerson 35' |

| Apostolos Nikolaidis Stadium, Athén Játékvezető: Arturo Daudén Ibáñez (spanyol) |

| 2003. október 1. 20:45 |

| VfB Stuttgart           | 2–1               | Manchester United             |
| ----------------------- | ----------------- | ----------------------------- |
| Szabics 51' Kurányi 52' | (0–0) Jegyzőkönyv | van Nistelrooy 67' (11-esből) |

| Gottlieb-Daimler-Stadion, Stuttgart Játékvezető: Cosimo Bolognino (olasz) |

| 2003. október 22. 20:45 |

| VfB Stuttgart         | 2–0               | Panathinaikósz |
| --------------------- | ----------------- | -------------- |
| Szabics 13' Soldo 25' | (2–0) Jegyzőkönyv |                |

| Gottlieb-Daimler-Stadion, Stuttgart Játékvezető: Paul Allaerts (belga) |

| 2003. október 22. 20:45 |

| Rangers | 0–1               | Manchester United |
| ------- | ----------------- | ----------------- |
|         | (0–1) Jegyzőkönyv | P. Neville 31'    |

| Ibrox Stadium, Glasgow Játékvezető: Paul Allaerts (belga) |

| 2003. november 4. 20:45 |

| Panathinaikósz   | 1–3               | VfB Stuttgart                             |
| ---------------- | ----------------- | ----------------------------------------- |
| Konstantinou 60' | (0–0) Jegyzőkönyv | Fyssas 68' (öngól) Kurányi 75' Hinkel 77' |

| Apostolos Nikolaidis Stadium, Athén Nézőszám: 6000 Játékvezető: Massimo De Santis (olasz) |

| 2003. november 4. 20:45 |

| Manchester United                | 3–0               | Rangers |
| -------------------------------- | ----------------- | ------- |
| Forlán 6' van Nistelrooy 43' 60' | (2–0) Jegyzőkönyv |         |

| Old Trafford, Manchester Nézőszám: 66 500 Játékvezető: Pierluigi Collina (olasz) |

| 2003. november 26. 20:45 |

| VfB Stuttgart | 1–0               | Rangers |
| ------------- | ----------------- | ------- |
| Wenzel 45'    | (1–0) Jegyzőkönyv |         |

| Gottlieb-Daimler-Stadion, Stuttgart Nézőszám: 50 350 Játékvezető: Manuel Mejuto González (spanyol) |

| 2003. november 26. 20:45 |

| Panathinaikósz | 0–1               | Manchester United |
| -------------- | ----------------- | ----------------- |
|                | (0–0) Jegyzőkönyv | Forlán 85'        |

| Apostolos Nikolaidis Stadium, Athén Nézőszám: 23 000 Játékvezető: Jan Wegereef (holland) |

| 2003. december 9. 20:45 |

| Rangers  | 1–3               | Panathinaikósz                            |
| -------- | ----------------- | ----------------------------------------- |
| Mols 28' | (1–1) Jegyzőkönyv | Žutautas 32' Basinas 62' Konstantinou 80' |

| Ibrox Stadium, Glasgow Nézőszám: 52 000 Játékvezető: Herbert Fandel (német) |

| 2003. december 9. 20:45 |

| Manchester United            | 2–0               | VfB Stuttgart |
| ---------------------------- | ----------------- | ------------- |
| van Nistelrooy 45' Giggs 58' | (1–0) Jegyzőkönyv |               |

| Old Trafford, Manchester Nézőszám: 60 000 Játékvezető: Éric Poulat (francia) |

### F csoport
| Hely. | Csapat                 | M | Gy | D | V | G+ | G– | Gk | P  | Továbbjutás                                |  | RMA | POR | MAR | PTZ |
| ----- | ---------------------- | - | -- | - | - | -- | -- | -- | -- | ------------------------------------------ |  | --- | --- | --- | --- |
| 1.    | Real Madrid            | 6 | 4  | 2 | 0 | 11 | 5  | +6 | 14 | Továbbjutott az egyenes kieséses szakaszba |  | —   | 1–1 | 4–2 | 1–0 |
| 2.    | FC Porto               | 6 | 3  | 2 | 1 | 9  | 8  | +1 | 11 | Továbbjutott az egyenes kieséses szakaszba |  | 1–3 | —   | 1–0 | 2–1 |
| 3.    | Olympique de Marseille | 6 | 1  | 1 | 4 | 9  | 11 | −2 | 4  | Átkerült az UEFA-kupába                    |  | 1–2 | 2–3 | —   | 3–0 |
| 4.    | Partizan               | 6 | 0  | 3 | 3 | 3  | 8  | −5 | 3  |                                            |  | 0–0 | 1–1 | 1–1 | —   |

| 2003. szeptember 16. 20:45 |

| Real Madrid                                       | 4–2               | Olympique de Marseille    |
| ------------------------------------------------- | ----------------- | ------------------------- |
| R. Carlos 29' Ronaldo 34' 57' Figo 61' (11-esből) | (2–1) Jegyzőkönyv | Drogba 26' Van Buyten 83' |

| Santiago Bernabéu Stadium, Madrid Játékvezető: Wolfgang Stark (német) |

| 2003. szeptember 16. 20:45 |

| Partizan      | 1–1               | FC Porto     |
| ------------- | ----------------- | ------------ |
| Delibašić 54' | (0–1) Jegyzőkönyv | Costinha 22' |

| Partizan Stadion, Belgrád Játékvezető: Michal Beneš (cseh) |

| 2003. október 1. 20:45 |

| FC Porto    | 1–3               | Real Madrid                        |
| ----------- | ----------------- | ---------------------------------- |
| Costinha 7' | (1–2) Jegyzőkönyv | Helguera 28' Solari 37' Zidane 67' |

| Estádio das Antas, Porto Játékvezető: Pierluigi Collina (olasz) |

| 2003. október 1. 20:45 |

| Olympique de Marseille | 3–0               | Partizan |
| ---------------------- | ----------------- | -------- |
| Drogba 62' 68' 85'     | (0–0) Jegyzőkönyv |          |

| Stade Vélodrome, Marseille Játékvezető: Domenico Messina (olasz) |

| 2003. október 22. 20:45 |

| Olympique de Marseille | 2–3               | FC Porto                              |
| ---------------------- | ----------------- | ------------------------------------- |
| Drogba 24' Marlet 84'  | (1–2) Jegyzőkönyv | Maniche 31' Derlei 35' Alenyicsev 81' |

| Stade Vélodrome, Marseille Játékvezető: Kyros Vassaras (görög) |

| 2003. október 22. 20:45 |

| Real Madrid | 1–0               | Partizan |
| ----------- | ----------------- | -------- |
| Raúl 38'    | (1–0) Jegyzőkönyv |          |

| Santiago Bernabéu Stadium, Madrid Játékvezető: Massimo Busacca (svájci) |

| 2003. november 4. 20:45 |

| FC Porto       | 1–0               | Olympique de Marseille |
| -------------- | ----------------- | ---------------------- |
| Alenyicsev 21' | (1–0) Jegyzőkönyv |                        |

| Estádio das Antas, Porto Játékvezető: Graham Poll (angol) |

| 2003. november 4. 20:45 |

| Partizan | 0–0         | Real Madrid |
| -------- | ----------- | ----------- |
|          | Jegyzőkönyv |             |

| Partizan Stadion, Belgrád Játékvezető: Cosimo Bolognino (olasz) |

| 2003. november 26. 20:45 |

| Olympique de Marseille | 1–2               | Real Madrid             |
| ---------------------- | ----------------- | ----------------------- |
| Mido 63'               | (0–1) Jegyzőkönyv | Beckham 35' Ronaldo 73' |

| Stade Vélodrome, Marseille Játékvezető: Anders Frisk (svéd) |

| 2003. november 26. 20:45 |

| FC Porto         | 2–1               | Partizan        |
| ---------------- | ----------------- | --------------- |
| McCarthy 25' 50' | (1–0) Jegyzőkönyv | Delibašić 90+2' |

| Estádio das Antas, Porto Játékvezető: Paul Allaerts (belga) |

| 2003. december 9. 20:45 |

| Real Madrid | 1–1               | FC Porto              |
| ----------- | ----------------- | --------------------- |
| Solari 9'   | (1–1) Jegyzőkönyv | Derlei 35' (11-esből) |

| Santiago Bernabéu Stadium, Madrid Játékvezető: Steve Bennett (angol) |

| 2003. december 9. 20:45 |

| Partizan      | 1–1               | Olympique de Marseille |
| ------------- | ----------------- | ---------------------- |
| Delibašić 80' | (0–0) Jegyzőkönyv | Mido 61'               |

| Partizan Stadion, Belgrád Játékvezető: Manuel Mejuto González (spanyol) |

### G csoport
| Hely. | Csapat       | M | Gy | D | V | G+ | G– | Gk | P  | Továbbjutás                                |  | CHE | SPP | BES | LAZ |
| ----- | ------------ | - | -- | - | - | -- | -- | -- | -- | ------------------------------------------ |  | --- | --- | --- | --- |
| 1.    | Chelsea      | 6 | 4  | 1 | 1 | 9  | 3  | +6 | 13 | Továbbjutott az egyenes kieséses szakaszba |  | —   | 0–0 | 0–2 | 2–1 |
| 2.    | Sparta Praha | 6 | 2  | 2 | 2 | 5  | 5  | 0  | 8  | Továbbjutott az egyenes kieséses szakaszba |  | 0–1 | —   | 2–1 | 1–0 |
| 3.    | Beşiktaş     | 6 | 2  | 1 | 3 | 5  | 7  | −2 | 7  | Átkerült az UEFA-kupába                    |  | 0–2 | 1–0 | —   | 0–2 |
| 4.    | Lazio        | 6 | 1  | 2 | 3 | 6  | 10 | −4 | 5  |                                            |  | 0–4 | 2–2 | 1–1 | —   |

| 2003. szeptember 16. 20:45 |

| Sparta Praha | 0–1               | Chelsea    |
| ------------ | ----------------- | ---------- |
|              | (0–0) Jegyzőkönyv | Gallas 85' |

| Letná Stadium, Prága Játékvezető: Helmut Fleischer (német) |

| 2003. szeptember 16. 20:45 |

| Beşiktaş JK | 0–2               | Lazio              |
| ----------- | ----------------- | ------------------ |
|             | (0–1) Jegyzőkönyv | Stam 37' Fiore 77' |

| BJK İnönü Stadium, Isztambul Játékvezető: Kim Milton Nielsen (dán) |

| 2003. október 1. 20:45 |

| Lazio                      | 2–2               | Sparta Praha            |
| -------------------------- | ----------------- | ----------------------- |
| Inzaghi 46' 61' (11-esből) | (0–2) Jegyzőkönyv | Sionko 27' Poborský 35' |

| Olimpiai Stadion, Róma Játékvezető: Claude Colombo (francia) |

| 2003. október 1. 20:45 |

| Chelsea | 0–2               | Beşiktaş JK    |
| ------- | ----------------- | -------------- |
|         | (0–2) Jegyzőkönyv | Sergen 24' 29' |

| Stamford Bridge, London Játékvezető: Lucílio Batista (portugál) |

| 2003. október 22. 20:45 |

| Chelsea              | 2–1               | Lazio       |
| -------------------- | ----------------- | ----------- |
| Lampard 57' Mutu 65' | (0–1) Jegyzőkönyv | Inzaghi 38' |

| Stamford Bridge, London Játékvezető: Terje Hauge (norvég) |

| 2003. október 22. 20:45 |

| Sparta Praha             | 2–1               | Beşiktaş JK          |
| ------------------------ | ----------------- | -------------------- |
| Zelenka 58' Poborský 84' | (0–0) Jegyzőkönyv | Pancu 60' (11-esből) |

| Letná Stadium, Prága Játékvezető: Manuel Mejuto González (spanyol) |

| 2003. november 4. 20:45 |

| Lazio | 0–4               | Chelsea                                        |
| ----- | ----------------- | ---------------------------------------------- |
|       | (0–1) Jegyzőkönyv | Crespo 15' Guðjohnsen 70' Duff 75' Lampard 80' |

| Olimpiai Stadion, Róma Játékvezető: Valentin Ivanov (orosz) |

| 2003. november 4. 20:45 |

| Beşiktaş JK        | 1–0               | Sparta Praha |
| ------------------ | ----------------- | ------------ |
| Ronaldo Guiaro 82' | (0–0) Jegyzőkönyv |              |

| BJK İnönü Stadium, Isztambul Játékvezető: Massimo Busacca (svájci) |

| 2003. november 26. 20:45 |

| Chelsea | 0–0         | Sparta Praha |
| ------- | ----------- | ------------ |
|         | Jegyzőkönyv |              |

| Stamford Bridge, London Játékvezető: Claus Bo Larsen (dán) |

| 2003. november 26. 20:45 |

| Lazio     | 1–1               | Beşiktaş JK            |
| --------- | ----------------- | ---------------------- |
| Muzzi 56' | (0–1) Jegyzőkönyv | Pancu 45+2' (11-esből) |

| Olimpiai Stadion, Róma Játékvezető: Markus Merk (német) |

| 2003. december 9. 20:45 |

| Sparta Praha | 1–0               | Lazio |
| ------------ | ----------------- | ----- |
| Kincl 90+3'  | (0–0) Jegyzőkönyv |       |

| Letná Stadium, Prága Játékvezető: Lucílio Batista (portugál) |

| 2003. december 9. 20:45 |

| Beşiktaş JK | 0–2               | Chelsea                    |
| ----------- | ----------------- | -------------------------- |
|             | (0–0) Jegyzőkönyv | Hasselbaink 77' Bridge 85' |

| Arena AufSchalke, Gelsenkirchen Játékvezető: Anders Frisk (svéd) |

### H csoport
| Hely. | Csapat      | M | Gy | D | V | G+ | G– | Gk | P  | Továbbjutás                                |  | MIL | CLT | BRU | AJX |
| ----- | ----------- | - | -- | - | - | -- | -- | -- | -- | ------------------------------------------ |  | --- | --- | --- | --- |
| 1.    | AC Milan    | 6 | 3  | 1 | 2 | 4  | 3  | +1 | 10 | Továbbjutott az egyenes kieséses szakaszba |  | —   | 1–2 | 0–1 | 1–0 |
| 2.    | Celta Vigo  | 6 | 2  | 3 | 1 | 7  | 6  | +1 | 9  | Továbbjutott az egyenes kieséses szakaszba |  | 0–0 | —   | 1–1 | 3–2 |
| 3.    | Club Brugge | 6 | 2  | 2 | 2 | 5  | 6  | −1 | 8  | Átkerült az UEFA-kupába                    |  | 0–1 | 1–1 | —   | 2–1 |
| 4.    | Ajax        | 6 | 2  | 0 | 4 | 6  | 7  | −1 | 6  |                                            |  | 0–1 | 1–0 | 2–0 | —   |

| 2003. szeptember 16. 20:45 |

| AC Milan    | 1–0               | Ajax |
| ----------- | ----------------- | ---- |
| Inzaghi 67' | (0–0) Jegyzőkönyv |      |

| San Siro, Milánó Játékvezető: Ľuboš Micheľ (szlovák) |

| 2003. szeptember 16. 20:45 |

| Club Brugge          | 1–1               | Celta Vigo   |
| -------------------- | ----------------- | ------------ |
| Juanfran 84' (öngól) | (0–0) Jegyzőkönyv | Juanfran 50' |

| Jan Breydel Stadium, Brugge Játékvezető: Georgios Kasnaferis (görög) |

| 2003. október 1. 20:45 |

| Celta Vigo | 0–0         | AC Milan |
| ---------- | ----------- | -------- |
|            | Jegyzőkönyv |          |

| Balaídos, Vigo Játékvezető: Mike Riley (angol) |

| 2003. október 1. 20:45 |

| Ajax          | 2–0               | Club Brugge |
| ------------- | ----------------- | ----------- |
| Sonck 11' 54' | (1–0) Jegyzőkönyv |             |

| Amsterdam Arena, Amszterdam Játékvezető: Graham Barber (angol) |

| 2003. október 22. 20:45 |

| Ajax            | 1–0               | Celta Vigo |
| --------------- | ----------------- | ---------- |
| Ibrahimović 53' | (0–0) Jegyzőkönyv |            |

| Amsterdam Arena, Amszterdam Játékvezető: Markus Merk (német) |

| 2003. október 22. 20:45 |

| AC Milan | 0–1               | Club Brugge |
| -------- | ----------------- | ----------- |
|          | (0–1) Jegyzőkönyv | Mendoza 33' |

| San Siro, Milánó Játékvezető: Tom Henning Øvrebø (norvég) |

| 2003. november 4. 20:45 |

| Celta Vigo                                     | 3–2               | Ajax                        |
| ---------------------------------------------- | ----------------- | --------------------------- |
| Luccin 25' (11-esből) Milošević 39' Vágner 63' | (2–0) Jegyzőkönyv | Sonck 53' Van der Vaart 82' |

| Balaídos, Vigo Játékvezető: Gilles Veissière (francia) |

| 2003. november 4. 20:45 |

| Club Brugge | 0–1               | AC Milan |
| ----------- | ----------------- | -------- |
|             | (0–0) Jegyzőkönyv | Kaká 86' |

| Jan Breydel Stadium, Brugge Játékvezető: Herbert Fandel (német) |

| 2003. november 26. 20:45 |

| Ajax | 0–1               | AC Milan       |
| ---- | ----------------- | -------------- |
|      | (0–0) Jegyzőkönyv | Shevchenko 52' |

| Amsterdam Arena, Amszterdam Játékvezető: Urs Meier (svájci) |

| 2003. november 26. 20:45 |

| Celta Vigo   | 1–1               | Club Brugge |
| ------------ | ----------------- | ----------- |
| Mostovoi 74' | (0–0) Jegyzőkönyv | Lange 90+2' |

| Vigo Játékvezető: Éric Poulat (francia) |

| 2003. december 9. 20:45 |

| AC Milan | 1–2               | Celta Vigo             |
| -------- | ----------------- | ---------------------- |
| Kaká 40' | (1–1) Jegyzőkönyv | Jesuli 42' Ignacio 71' |

| San Siro, Milánó Játékvezető: Kyros Vassaras (görög) |

| 2003. december 9. 20:45 |

| Club Brugge            | 2–1               | Ajax                 |
| ---------------------- | ----------------- | -------------------- |
| Lange 27' Sæternes 84' | (1–1) Jegyzőkönyv | Sonck 42' (11-esből) |

| Jan Breydel Stadium, Brugge Játékvezető: Domenico Messina (olasz) |